# Льюингтон, Тайлер
Та́йлер Лью́ингтон (англ. Tyler Lewington; 25 декабря 1994, Эдмонтон, Альберта, Канада) — профессиональный канадский хоккеист, защитник клуба НХЛ «Бостон Брюинз».

## Игровая карьера

### Юниорская карьера
С 2008 по 2011 год выступал за юниорские хоккейные команды Шервуд-Парка. С 2011 по 2015 год играл за «Медисин-Хат Тайгерс» из Западной хоккейной лиги. В сезоне 2014/15 был капитаном команды и был удостоен командной награды за лидерство. Всего за «Медисин-Хат Тайгерс» провел 293 встречи, в которых набрал 119 очков.

### Профессиональная карьера

#### Вашингтон Кэпиталз
В преддверии Драфта НХЛ 2013 года занимал 66-е место среди североамериканских игроков согласно Центральному скаутскому бюро НХЛ. На Драфте НХЛ 2013 года был выбран в 7-м раунде под общим 204-м номером командой «Вашингтон Кэпиталз». 4 марта 2015 года Льюингтон подписал трехлетний контракт новичка с «Кэпиталз». Несмотря на то, что Льюингтон мог присоединится к фарм-клубу в сезоне 2014/15, ему пришлось перенести операцию на плече. Сезон 2015/16 Льюингтон начал в фарм-клубе «Вашингтона» «Херши Беарс», а 15 октября 2015 года и вовсе был переведен в клуб ECHL «Саут Каролина Стингрэйс». Следующие сезона Льюингтон также отыграл в АХЛ. 18 мая 2018 года «Кэпиталз» подписали Льюингтона на двухлетний двусторонний контракт. Ему потребовалась 201 игра в АХЛ, чтобы получить вызов в основную команду. 22 декабря 2018 года дебютировал в матче против «Оттавы Сенаторз». 29 декабря 2018 года в своем втором матче НХЛ, вновь против "Оттавы, он оформил хет-трик Горди Хоу: заработал 2 очка, отдав передачу и забив гол вратарю Маркусу Хёгбергу, а также подравшись с форвардом Заком Смитом. В той же игре защитник-новичок Мэдисон Боуи также забил свой первый гол в НХЛ, благодаря чему оба игрока стали первыми защитниками в истории «Кэпиталз», забившими свои первые голы в НХЛ в одной игре. Однако на следующий день Льюингтон был отправлен обратно в «Херши». Сезон 2019/20 начал в основном составе, однако спустя 5 игр был отправлен вновь в «Беарс».

#### Нэшвилл Предаторз
13 октября 2020 года подписал однолетний двусторонний контракт с «Нэшвилл Предаторз» на сумму 0,7 млн. Сезон 2020/21 начал в фарм-клубе «Предаторз» «Чикаго Вулвз», но после проведенных 3 матчей за клуб АХЛ, в апреле был вызван в стан основной команды и помещён в «taxi squad». «Нэшвилл» испытывал огромную нехватку защитников, так как Райан Эллис, Лука Сбиса, Марк Боровецки, Александр Каррье и Данте Фаббро были травмированы. 8 апреля 2021 года Льюингтон провёл первый матч в составе «Нэшвилл Предаторз», в котором смог набрать результативное очко, отдав передачу на Виктора Арвидссона, забившего гол. Сам Арвидссон в тот день отмечал день рождения и смог оформить хет-трик.

#### Бостон Брюинз
28 июля 2021 года подписал однолетний двухсторонний контракт с «Бостон Брюинз» на общую сумму $ 750 тыс.

## Семья
Тайлер родился в семье у Линды и Маршалла Льюингтон в Эдмонтоне. Есть сестра Аманда.

## Статистика
| 2011/12     | Медисин-Хат Тайгерс     | ЗХЛ         | 44 | 0 | 3  | 3  | 46  | 8  | 0 | 1 | 1 | 2  |
| 2012/13     | Медисин-Хат Тайгерс     | ЗХЛ         | 69 | 2 | 24 | 26 | 131 | 8  | 1 | 0 | 1 | 14 |
| 2013/14     | Медисин-Хат Тайгерс     | ЗХЛ         | 68 | 7 | 31 | 38 | 121 | 18 | 0 | 3 | 3 | 26 |
| 2014/15     | Медисин-Хат Тайгерс     | ЗХЛ         | 69 | 9 | 36 | 45 | 113 | 9  | 1 | 1 | 2 | 10 |
| 2015/16     | Херши Беарс             | АХЛ         | 32 | 3 | 3  | 6  | 89  | 21 | 4 | 1 | 5 | 19 |
| 2015/16     | Саут Каролина Стингрейс | ECHL        | 14 | 1 | 5  | 6  | 20  | —  | — | — | — | —  |
| 2016/17     | Херши Беарс             | АХЛ         | 72 | 4 | 13 | 17 | 142 | 12 | 1 | 3 | 4 | 17 |
| 2017/18     | Херши Беарс             | АХЛ         | 71 | 2 | 9  | 11 | 149 | —  | — | — | — | —  |
| 2018/19     | Херши Беарс             | АХЛ         | 65 | 3 | 12 | 15 | 121 | 8  | 0 | 0 | 0 | 20 |
| 2018/19     | Вашингтон Кэпиталз      | НХЛ         | 2  | 1 | 1  | 2  | 7   | —  | — | — | — | —  |
| 2019/20     | Вашингтон Кэпиталз      | НХЛ         | 6  | 0 | 0  | 0  | 17  | —  | — | — | — | —  |
| 2019/20     | Херши Беарс             | АХЛ         | 43 | 4 | 9  | 13 | 76  | —  | — | — | — | —  |
| 2020/21     | Чикаго Вулвз            | АХЛ         | 3  | 0 | 0  | 0  | 4   | —  | — | — | — | —  |
| 2020/21     | Нэшвилл Предаторз       | НХЛ         | 2  | 0 | 1  | 1  | 9   | —  | — | — | — | —  |
| Всего в НХЛ | Всего в НХЛ             | Всего в НХЛ | 10 | 1 | 2  | 3  | 3   | —  | — | — | — | —  |